# ヒッチン系
数学では、ヒッチン可積分系（英語: Hitchin system）は、1987年にナイジェル・ヒッチンが導入し、複素簡約群やコンパクトリーマン面の選択に依存した可積分系のことを言う。
ヒッチン系は、代数幾何と、リー代数論と、可積分系の理論の交点にあり、共形場理論とも関係し、複素数体上の幾何学的ラングランズ対応からで重要な役目も果たす。種数ゼロのヒッチン系は、クニーズニク・ザモロドチコフ方程式のある極限とみなすこともできる。古典力学の可積分系の大半はヒッチン系の特別な場合（もしくは、その有理型の一般化か、もしくは特異点を持つ一般化）の極限として得ることができる。
ヒッチンファイバー は、ヒッチンバンドルのペアのモジュライ空間から特性方程式(characteristic polynomial)への写像である。Ngô (2006, 2010)では、基本補題(fundamental lemma)の証明に、有限体上のヒッチンファイバーを使った。

## 内容
代数幾何学の言葉では、（力学）系の相空間は、ある簡約群を G としたときに、安定 G-バンドルのモジュライ空間への余接バンドルのある代数曲線への部分的なコンパクト化である。この空間は標準的なシンプレクティック形式をもっている。簡単のために G=GL(n)、つまり一般線型群とすると、ハミルトニアンは次のように記述される：バンドル F での対象空間から G-バンドルへの写像は、
{\displaystyle H^{1}(End(F)),}
であり、ここにセール双対性により、
{\displaystyle \Phi \in H^{0}(End(F)\otimes K),}
に双対であるので、ヒッチンバンドルのペア
{\displaystyle (F,\Phi )}
は、ヒッグスバンドルとも呼ばれ、余接バンドルの中の点を定義する。
{\displaystyle Tr(\Phi ^{k})\ ,\ \ \ \ k=1,...,rank(G)}
ととると、
{\displaystyle H^{0}(K^{\otimes k}),}
の中の元を得る。これは {\displaystyle (F,\Phi )} には依存しないベクトル空間である。従って、任意の基底をこのベクトル空間の中でとることで、函数 Hiを得て、これがヒッチンのハミルトニアンである。一般の簡約群にたいしても構成は同じで、G のリー代数の不変多項式を使う。
この明らかな理由により、これらの函数は代数的に独立であり、函数の個数が相空間の次元のちょうど半分であることが計算の結果で分かる。これらの函数のポアソン可換性の部分の証明が、非自明な部分である。